# 楚国公主 (宋仁宗)
楚國公主（？—1043年），本名不詳，為北宋第四代皇帝宋仁宗的皇女。母冯贤妃，时为御侍。
慶曆三年（1043年）八月薨逝，追封鄆國公主。嘉祐四年（1059年）十二月，追封魏國公主。治平元年（1064年）六月，追封吳國長公主。宋徽宗即位后，于元符三年（1100年）三月，追封她为楚國大長公主。后改公主为帝姬，政和四年（1114年）十二月，改封莊禧大長帝姬。